# Aaron Ramsdale
Aaron Christopher Ramsdale (Stoke-on-Trent, 14 maggio 1998) è un calciatore inglese, portiere del Newcastle Utd, in prestito dal Southampton e della nazionale inglese, con cui è stato vicecampione d'Europa nel 2021 e nel 2024.

## Biografia
Ramsdale è nato a Stoke-on-Trent, Staffordshire ed è cresciuto nel vicino villaggio di Chesterton. Ha iniziato la sua carriera nel club di Marsh Town con sede a Newcastle-under-Lyme. L'allenatore dei portieri Fred Barber lo portò ai Bolton Wanderers per un provino e finirono per ingaggiarlo. Nel 2014, Ramsdale è stato individuato da The Sentinel come un futuro talento dopo aver aiutato la sua scuola, Liceo Sir Thomas Boughey, a raggiungere la semifinale della English Schools' FA Cup.
Ramsdale è un tifoso del West Bromwich Albion e ha espresso la sua ammirazione per il loro ex portiere Ben Foster quando ha giocato contro di lui nel 2019.
Nell'agosto 2022, Ramsdale ha annunciato il suo fidanzamento con la sua fidanzata, Georgina Irwin. Nel giugno 2023, hanno annunciato che stavano aspettando il loro primo figlio insieme; successivamente, si sono sposati.

## Carriera

### Club

#### Inizi: Bolton e Sheffield United
Cresciuto nel settore giovanile dello Sheffield Utd (dopo avere militato precedentemente in quello del Bolton), il 6 maggio 2016 firma il suo primo contratto professionistico con il club. Ha esordito in prima squadra il 6 novembre 2016 disputando l'incontro di FA Cup vinto 6-0 contro il Leyton Orient.

#### Bournemouth e prestiti al Chesterfield e al Wimbledon
Il 31 gennaio 2017 viene ceduto a titolo definitivo al Bournemouth.
Tuttavia con le cherries non trova mai spazio, venendo ceduto in prestito (in entrambi i casi nel mercato invernale) prima al Chesterfield (2018) e poi al AFC Wimbledon (2019); si è trasferito in quest'ultimo club su consiglio di George Long, ex estremo difensore dei Dons.

#### Ritorni al Bournemouth e allo Sheffield United
Terminato il prestito a Wimbledon fa ritorno al Bournemouth, e questa volta viene impiegato come portiere titolare del club, con cui esordisce il 10 agosto 2019 nella sfida pareggiata 1-1 (valevole per la Premier League) contro lo Sheffield Utd, sua ex squadra.
A fine stagione il Bournemouth retrocede, e Ramsdale, il 19 agosto 2020, viene ceduto a titolo definitivo allo Sheffield Utd, tornando così a militare nel club dopo 3 anni e mezzo dal suo addio.
Dopo essere nuovamente retrocesso, gioca 2 partite in Championship con lo Sheffield, per poi venire acquistato dall'Arsenal.

#### Arsenal
Il 20 agosto 2021, Ramsdale ha firmato un contratto a lungo termine con il club di Premier League Arsenal. Ha fatto il suo debutto fuori casa contro il West Bromwich Albion nella 2021–22 EFL Cup cinque giorni dopo, mantenendo la porta inviolata in una vittoria per 6-0 dell'Arsenal. Ha fatto il suo debutto in Premier League l'11 settembre e ha mantenuto di nuovo la porta inviolata quando l'Arsenal ha sconfitto il Norwich City 1-0 allo Emirates Stadium. Dopo una serie di partite senza subire gol in campionato, ha concesso il suo primo gol in una vittoria casalinga per 3-1 contro il Tottenham Hotspur nel derby del North London il 26 settembre. In una vittoria per 2-0 in trasferta contro il Leicester City il 30 ottobre, è stato molto elogiato per una delle sue parate e per la sua prestazione generale da esperti, tra cui l'ex portiere del Manchester United Peter Schmeichel, che ha descritto la sua parata da un calcio di punizione di James Maddison come "la migliore parata che ho visto da anni". Nel novembre 2021, dopo una serie di prestazioni impressionanti, Ramsdale è stato uno degli otto giocatori nominati per il premio Giocatore del Mese della Premier League per ottobre, sebbene sia stato poi assegnato a Mohamed Salah del Liverpool. È stato anche nominato Giocatore del Mese dell'Arsenal per ottobre 2021, con il 60% dei voti dei tifosi del club. Ha vinto nuovamente il premio a novembre con il 42% dei voti.
A seguito la partenza di Bernd Leno all'inizio della stagione 2022-2023 ha preso la maglia numero uno all'Arsenal.
Dopo un inizio da titolare nella stagione 2023-2024, perde il posto in favore del neo-acquisto David Raya, più abile dell'inglese nel giocare con i pedi, tecnica che mister Arteta predilige per il suo gioco.

#### Southampton
Il 30 agosto 2024 viene acquistato dal Southampton, neopromossa in Premier League, per 21,4 milioni di euro.

#### Newcastle
Il 2 agosto 2025 viene ufficializzato il suo trasferimento in prestito con diritto di riscatto al Newcastle Utd per 4 milioni di sterline.

### Nazionale
Il 25 maggio 2021 riceve la prima convocazione dalla nazionale maggiore venendo inserito nella lista dei pre-convocati per l'europeo, salvo poi venire escluso dalla lista definitiva sei giorni dopo. In seguito, viene richiamato dal commissario tecnico Gareth Southgate a causa dell'infortunio del portiere Dean Henderson.
Debutta il 15 novembre 2021 nella partita contro San Marino, in un incontro valido per le qualificazioni al Mondiale 2022.
Successivamente è stato convocato per i Mondiali 2022 e per Euro 2024.

## Statistiche

### Presenze e reti subite nei club
Statistiche aggiornate al 5 aprile 2025.
| Stagione             | Squadra              | Campionato           | Campionato | Campionato | Coppe nazionali | Coppe nazionali | Coppe nazionali | Coppe continentali | Coppe continentali | Coppe continentali | Altre coppe | Altre coppe | Altre coppe | Totale | Totale | Totale |
| Stagione             | Squadra              | Comp                 | Pres       | Reti       | Comp            | Pres            | Reti            | Comp               | Pres               | Reti               | Comp        | Pres        | Reti        | Pres   | Reti   |        |
| -------------------- | -------------------- | -------------------- | ---------- | ---------- | --------------- | --------------- | --------------- | ------------------ | ------------------ | ------------------ | ----------- | ----------- | ----------- | ------ | ------ | ------ |
| 2016-gen. 2017       | Sheffield Utd        | FL1                  | 0          | 0          | FACup+CdL       | 2+0             | -3              | -                  | -                  | -                  | FLT         | 0           | 0           | 2      | -3     |        |
| gen.-giu. 2017       | Bournemouth          | PL                   | 0          | 0          | FACup+CdL       | -               | -               | -                  | -                  | -                  | -           | -           | -           | 0      | 0      |        |
| 2017-gen. 2018       | Bournemouth          | PL                   | 0          | 0          | FACup+CdL       | 0+0             | 0               | -                  | -                  | -                  | -           | -           | -           | 0      | 0      |        |
| gen.-giu. 2018       | Chesterfield         | FL2                  | 19         | -33        | FACup+CdL       | 0+0             | 0               | -                  | -                  | -                  | FLT         | 0           | 0           | 19     | -33    |        |
| 2018-gen. 2019       | Bournemouth          | PL                   | 0          | 0          | FACup+CdL       | -               | -               | -                  | -                  | -                  | -           | -           | -           | 0      | 0      |        |
| gen.-giu. 2019       | AFC Wimbledon        | FL1                  | 20         | -26        | FACup+CdL       | 3+0             | -5              | -                  | -                  | -                  | FLT         | 0           | 0           | 23     | -31    |        |
| 2019-2020            | Bournemouth          | PL                   | 37         | -62        | FACup+CdL       | 0+0             | 0               | -                  | -                  | -                  | -           | -           | -           | 37     | -62    |        |
| Totale Bournemouth   | Totale Bournemouth   | Totale Bournemouth   | 37         | -62        |                 | 0               | 0               |                    | -                  | -                  |             | -           | -           | 37     | -62    |        |
| 2020-2021            | Sheffield Utd        | PL                   | 38         | -63        | FACup+CdL       | 4+0             | -5              | -                  | -                  | -                  | -           | -           | -           | 42     | -68    |        |
| ago. 2021            | Sheffield Utd        | FLC                  | 2          | -1         | FACup+CdL       | -               | -               | -                  | -                  | -                  | -           | -           | -           | 2      | -1     |        |
| Totale Sheffield Utd | Totale Sheffield Utd | Totale Sheffield Utd | 40         | -64        |                 | 6               | -8              |                    | -                  | -                  |             | -           | -           | 44     | -69    |        |
| 2021-2022            | Arsenal              | PL                   | 34         | -39        | FACup+CdL       | 0+3             | -2              | -                  | -                  | -                  | -           | -           | -           | 37     | -41    |        |
| 2022-2023            | Arsenal              | PL                   | 38         | -43        | FACup+CdL       | 0+0             | 0               | UEL                | 3                  | -3                 | -           | -           | -           | 41     | -46    |        |
| 2023-2024            | Arsenal              | PL                   | 6          | -5         | FACup+CdL       | 1+2             | -2 + -3         | UCL                | 1                  | -1                 | CS          | 1           | -1          | 11     | -12    |        |
| Totale Arsenal       | Totale Arsenal       | Totale Arsenal       | 78         | -87        |                 | 6               | -7              |                    | 4                  | -4                 |             | 1           | -1          | 89     | -99    |        |
| 2024-2025            | Southampton          | PL                   | 23         | -54        | FACup+CdL       | 1+1             | 0 + -2          | -                  | -                  | -                  | -           | -           | -           | 25     | -56    |        |
| Totale carriera      | Totale carriera      | Totale carriera      | 217        | -326       |                 | 17              | -22             |                    | 4                  | -4                 |             | 1           | -1          | 239    | -353   |        |

### Cronologia presenze e reti in nazionale
| Cronologia completa delle presenze e delle reti in nazionale ― Inghilterra | Cronologia completa delle presenze e delle reti in nazionale ― Inghilterra | Cronologia completa delle presenze e delle reti in nazionale ― Inghilterra | Cronologia completa delle presenze e delle reti in nazionale ― Inghilterra | Cronologia completa delle presenze e delle reti in nazionale ― Inghilterra | Cronologia completa delle presenze e delle reti in nazionale ― Inghilterra | Cronologia completa delle presenze e delle reti in nazionale ― Inghilterra | Cronologia completa delle presenze e delle reti in nazionale ― Inghilterra |
| Data                                                                       | Città                                                                      | In casa                                                                    | Risultato                                                                  | Ospiti                                                                     | Competizione                                                               | Reti                                                                       | Note                                                                       |
| -------------------------------------------------------------------------- | -------------------------------------------------------------------------- | -------------------------------------------------------------------------- | -------------------------------------------------------------------------- | -------------------------------------------------------------------------- | -------------------------------------------------------------------------- | -------------------------------------------------------------------------- | -------------------------------------------------------------------------- |
| 15-11-2021                                                                 | Serravalle                                                                 | San Marino                                                                 | 0 – 10                                                                     | Inghilterra                                                                | Qual. Mondiali 2022                                                        | -                                                                          |                                                                            |
| 11-6-2022                                                                  | Wolverhampton                                                              | Inghilterra                                                                | 0 – 0                                                                      | Italia                                                                     | UEFA Nations League 2022-2023 - 1º turno                                   | -                                                                          |                                                                            |
| 14-6-2022                                                                  | Wolverhampton                                                              | Inghilterra                                                                | 0 – 4                                                                      | Ungheria                                                                   | UEFA Nations League 2022-2023 - 1º turno                                   | -4                                                                         |                                                                            |
| 12-9-2023                                                                  | Glasgow                                                                    | Scozia                                                                     | 1 – 3                                                                      | Inghilterra                                                                | Amichevole                                                                 | -1                                                                         |                                                                            |
| 7-6-2024                                                                   | Londra                                                                     | Inghilterra                                                                | 0 – 1                                                                      | Islanda                                                                    | Amichevole                                                                 | -1                                                                         |                                                                            |
| Totale                                                                     |                                                                            | Presenze                                                                   | 5                                                                          |                                                                            | Reti                                                                       | -6                                                                         |                                                                            |

## Palmarès

### Club

#### Competizioni nazionali
- Community Shield: 1

Arsenal: 2023

### Nazionale
- Campionato d'Europa Under-19: 1

Georgia 2017

### Individuale
- Squadra dell'anno della PFA: 1

2022-2023